# Anders-Retzius-Medaille
Die Anders-Retzius-Medaille (schwedisch Anders Retzius medalj) ist eine zwischen 1913 und 2013 von der Schwedischen Gesellschaft für Anthropologie und Geographie vergebene Auszeichnung. Sie wurde 1910 von Anna Hierta-Retzius gestiftet und ist nach deren Schwiegervater, dem Anatomen und Anthropologen Anders Retzius, benannt.
Ausgezeichnet wurde ein Vertreter der Anthropologie oder der Humangeographie. Die Verleihung erfolgte in den Jahren, in denen die Gesellschaft nicht die für Physiogeographen vorgesehene Vega-Medaille vergab, sodass diese drei Fachbereiche jeweils im Wechsel repräsentiert waren. Überreicht wurde die Medaille am 24. April, dem Jahrestag der Rückkehr Adolf Erik Nordenskiölds 1880 nach dem erstmaligen Befahren der Nordostpassage, durch den König von Schweden. 2015 beschloss die Gesellschaft jedoch, die Medaille aufgrund Retzius’ Rolle in der Rassenforschung nicht mehr zu vergeben. Lesley Head, die eigentlich mit dieser ausgezeichnet werden sollte, erhielt stattdessen die Vega-Medaille. Seither wird an Anthropologen die SSAG-Medaille in Gold verliehen und die Vega-Medaille sowohl an Physio- als auch an Humangeographen, wobei der jährlich alternierende Vergaberhythmus nach Fachgebiet bestehen bleibt.
Diese Auszeichnung ist nicht zu verwechseln mit einer ebenfalls nach Anders Retzius benannten Medaille der Schwedischen Medizinischen Gesellschaft (Svenska Läkaresällskapet).

## Preisträger

### Anders-Retzius-Medaille in Gold
- 1913 Oscar Montelius
- 1920 Arthur Evans
- 1923 Aurel Stein
- 1925 Johan Gunnar Andersson
- 1930 Erland Nordenskiöld
- 1967 Walter Christaller
- 1969 David Hannerberg
- 1973 Torsten Hägerstrand
- 1976 William William-Olsson
- 1978 Wolfgang Hartke
- 1985 Akin Mabogunje
- 1988 Fredrik Barth
- 1989 David Harvey und Sven Godlund
- 1991 Allan Pred
- 1992 Jack Goody
- 1994 Peter Haggett
- 1995 Veena Das
- 1997 Peter Gould
- 1998 David Maybury-Lewis
- 2000 Erik Bylund
- 2001 Sherry Ortner
- 2003 Doreen Massey
- 2004 Tim Ingold
- 2006 Gunnar Törnqvist
- 2007 Jean und John Comaroff
- 2009 Allen J. Scott
- 2010 Ulf Hannerz
- 2012 Don Mitchell
- 2013 Paul Stoller

### Anders-Retzius-Medaille in Silber
- 1913 Carl Anton Larsen
- 1915 Carl Skottsberg
- 1916 Ture Johnsson Arne
- 1917 Eric von Rosen und R. Fries
- 1919 Eric Mjöberg
- 1920 K. G. Lindblom
- 1922 Wilhelm von Schweden und W. Kaudern
- 1924 S. Bergman
- 1925 Axel Herman Byström
- 1927 F. Malmgren
- 1929 Otto Frödin
- 1931 E. Hultén
- 1933 Carl Caldenius
- 1934 E. Nilsson
- 1937 S. Linné
- 1950 Thor Heyerdahl
- 1952 G. Liljequist und Valter Schytt
- 1964 C. Fries
- 1966 Charles Swithinbank